# Pyrenopeziza
Pyrenopeziza — рід грибів родини Dermateaceae. Назва вперше опублікована 1870 року.
Деякі види (Pyrenopeziza brassicae) є патогенами рослин.